# Brijesnica Mala
Brijesnica Mala je naseljeno mjesto u sastavu općine Doboj Istok, Federacija Bosne i Hercegovine, BiH. Nalazi se u sjeveroistočnom dijelu Bosne i Hercegovine. Površina Brijesnice Male je 9,04 km2 i to je čini (po površini) drugom najvećom mjesnom zajednicom u sastavu općine Doboj Istok. Gustoća naseljenosti je 195,2 stanovnika po km2.

## Povijest
Selo se do rata nalazilo u sastavu općine Doboj. Danas se selo nalazi u sastavu općine Doboj Istok, kao jedno od 5 mjesnih zajednica. Općina Doboj Istok je sastavni dio Tuzlanske županije (Federacija BiH). 

## Stanovništvo
| Brijesnica Mala    |               |                |                |                |
| godina popisa      | 2013.         | 1991.          | 1981.          | 1971.          |
| Muslimani/Bošnjaci | 1760 (99,8 %) | 1514 (98,95 %) | 1383 (99,06 %) | 1252 (98,97 %) |
| Srbi               | 0             | 2 (0,13 %)     | 4 (0,28 %)     | 8 (0,63 %)     |
| Hrvati             | 0             | 0              | 0              | 1 (0,07 %)     |
| Jugoslaveni        | 0             | 10 (0,65 %)    | 7 (0,50 %)     | 1 (0,07 %)     |
| ostali i nepoznato | 4 (0,2 %)     | 4 (0,26 %)     | 2 (0,14 %)     | 3 (0,23 %)     |
| ukupno             | 1764          | 1530           | 1396           | 1265           |